# Organisation der Vereinten Nationen für industrielle Entwicklung
Die Organisation der Vereinten Nationen für industrielle Entwicklung (englisch: United Nations Industrial Development Organization; UNIDO, französische/spanische Abkürzung ONUDI) ist eine Sonderorganisation der Vereinten Nationen mit dem Ziel, die industrielle Entwicklung in Entwicklungsländern und Reformstaaten nachhaltig zu fördern.

## Aufgaben
Die Schwerpunkte oder Servicemodule der UNIDO sind
- Industrial Governance und Statistik
- Investitions- und Technologieförderung
- Förderung von Handel und Wettbewerbsfähigkeit
- Entwicklung der Privatwirtschaft
- Agro-Industrien
- Nachhaltige Energiewirtschaft und Klimawandel
- Montreal-Protokoll

## Daten und Fakten
Die UNIDO wurde am 17. November 1966 als Programm der Vereinten Nationen gegründet und 1985 in eine selbständige Sonderorganisation der UN umgewandelt.
Der Hauptsitz befindet sich in der UNO-City (Vienna International Centre) in Wien.
Der Organisation gehören mit Stand vom 18. August 2023 172 Mitgliedstaaten an.
UNIDO unterhält 47 Regional- und Länder-Büros und beschäftigt insgesamt etwa 650 Mitarbeiter. Jährlich arbeiten darüber hinaus mehr als 1800 internationale und nationale Experten an UNIDO-Projekten.
UNIDO implementierte im Jahr 2023 Projekte im Gesamtwert von 328,4 Millionen US-Dollar.
Es ist derzeit die einzige UN-Organisation, die in Euro budgetiert, wobei diese Umstellung auch bei der Internationalen Atomenergieorganisation im Gange ist.

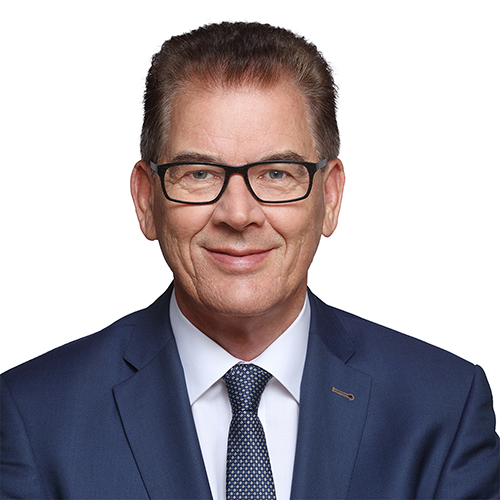
Gerd Müller (seit 2021)

## Exekutiv- und Generaldirektoren
| UNIDO-Exekutivdirektoren |                                        |
| 1967–1974                | Ibrahim Helmi Abdel-Rahman (Ägypten)   |
| 1975–1985                | Abd-El Rahman Khane (Algerien)         |
| UNIDO-Generaldirektoren  |                                        |
| 1985–1992                | Domingo L. Siazon Jr. (Philippinen)    |
| 1993–1997                | Mauricio de Maria y Campos (Mexiko)    |
| 1998–2005                | Carlos Alfredo Magariños (Argentinien) |
| 2005–2013                | Kandeh K. Yumkella (Sierra Leone)      |
| 2013–2021                | Li Yong (Volksrepublik China)          |
| 2021–                    | Gerd Müller (Deutschland)              |

Das UNIDO-Lenkungsgremium (Industrial Development Board) wählte Müller am 12. Juli 2021. Die Wahl wurde am 30. November 2021 förmlich von der UNIDO-Generalversammlung bestätigt. Er trat sein Amt am 10. Dezember 2021 an.